# 101 (俚语)
101是一个美国俚语，用来表示某些学科的基本知识。在这种意义上，“101”还可扩展为入门级学习材料的集合。
这个俚语在教育领域比较常用，通常在101课程中，能够学习到该研究主题的基本知识和概念。

## 历史
这个俚语含义的来源是美国大学课程编号系统中经常把某一研究主题的入门课程用“101”表示，例如微积分入门课程称之为“微积分101”。
比较早期的例子是，1929年布法罗大学首次在课程目录中使用了“101”字眼。牛津英语词典在1986年记录了“101”在俚语上的用法。